# Смуті-Кінг-центр
 «Смузі-Кінг-центр»  (англ. Smoothie King Center, раніше «Нью-Орлінс-арена») — спортивний комплекс у Новому Орлеані, Луїзіана (США), відкритий у 1999 році. Місце проведення міжнародних змагань з кількох видів спорту і домашня арена для команди «Нью-Орлінс Пеліканс», Національна баскетбольна асоціація.
Координати: 29°56′56.22″ пн. ш. 90°4′55.84″ зх. д. / 29.9489500° пн. ш. 90.0821778° зх. д.

## Місткість
- баскетбол 18 тис.